# Polytrichum microcephalum
Polytrichum microcephalum är en bladmossart som beskrevs av C. Müller 1883. Polytrichum microcephalum ingår i släktet björnmossor, och familjen Polytrichaceae. Inga underarter finns listade i Catalogue of Life.